# ۵۴۳ (قمری)
۵۴۳ (قمری)، پانصد و چهل و سومین سال در گاهشماری هجری قمری است. اول محرم این سال برابر با بیست و نهم مه سال ۱۱۴۸ میلادی است.